# Karlos Dansby
Karlos Montez Dansby (* 3. November 1981 in Birmingham, Alabama) ist ein ehemaliger US-amerikanischer American-Football-Spieler. Er spielte für die Arizona Cardinals, die Miami Dolphins, die Cleveland Browns sowie die Cincinnati Bengals (2016) als Linebacker in der National Football League (NFL).

## College
Dansby zeigte schon in der High School sein großes sportliches Talent. So spielte er nicht nur Football und Basketball, sondern tat sich auch als Leichtathlet hervor. Er besuchte die Auburn University und spielte für deren Team, die Tigers erfolgreich College Football, wobei er insgesamt 218 Tackles setzen sowie 10.0 Sacks erzielen konnte.

## NFL

### Arizona Cardinals
Er wurde beim NFL Draft 2004 in der zweiten Runde als insgesamt 33. von den  Arizona Cardinals ausgewählt. Bereits in seiner Rookie-Saison lief er in 15 Partien auf, 12-mal sogar als Starter. In den folgenden Jahren entwickelte er sich  zu einer der Stützen der Defense der Cardinals.
2005 konnte er seine ersten beiden Defensive Touchdowns erzielen.
2008 erreichte er mit seinem Team den Super Bowl XLIII, der allerdings gegen die Pittsburgh Steelers verloren ging.

### Miami Dolphins
2010 wechselte Dansby zu den Miami Dolphins. Auch hier zeigte er seine gewohnt guten Leistungen, wurde aber nach drei Spielzeiten entlassen, da sein Team Probleme mit der Salary Cap hatte.

### Rückkehr zu den Arizona Cardinals
2013 kehrte er für eine Saison zu den Cardinals zurück.

### Cleveland Browns
Am 11. März 2014 unterschrieb er bei den Cleveland Browns einen Vierjahresvertrag in der Höhe von 24 Millionen US-Dollar, bei garantierten 14 Millionen. Er bestritt für die Browns 28 Spiele in zwei Saisonen.

### Cincinnati Bengals
Am 29. März 2016 verpflichteten ihn die Cincinnati Bengals.

### Zum dritten Mal bei den Arizona Cardinals
Am 9. März unterschrieb er einen Einjahresvertrag bei den Arizona Cardinals.